# E. J. Bonilla
Pour les articles homonymes, voir Bonilla.
E. J. Bonilla, né le 8 septembre 1988 à New York, est un acteur américain.

## Filmographie

### Cinéma
- 2009 : Don't Let Me Drown de Cruz Angeles : Lalo
- 2011 : Crazy Beats Strong Every Time de Moon Molson : le troisième
- 2011 : The Mortician de Gareth Maxwell Roberts : Noah
- 2011 : Yelling to the Sky de Victoria Mahoney (en) : Rob Rodriguez
- 2011 : Man in the Mirror de Joel Schumacher : Jason
- 2011 : Mamitas de Nicholas Ozeki : Jordin Juarez
- 2011 : Musical Chairs de Don Gehman : Armando
- 2012 : Four (en) de Joshua Sanchez : Dexter
- 2013 : The House that Jack Built d'Henry Barrial : Jack
- 2019 : Les Baronnes (The Kitchen) d'Andrea Berloff : Gonzalo Martinez
- 2023 : L'Exorciste : Dévotion de David Gordon Green : Père Maddox

### Télévision
- 2006 : The Ron Clark Story : l'enfant hispanique
- 2006 : New York, section criminelle : Fraco (1 épisode)
- 2007-2009 : Haine et Passion : Rafe Rivera (158 épisodes)
- 2009 : New York, police judiciaire : Carlos (1 épisode)
- 2009 : Bored to Death : Francisco (1 épisode)
- 2010 : Cold Case : Affaires classées : Ronnie Tavares en 1993 (1 épisode)
- 2011 : Blue Bloods : Julio (1 épisode)
- 2012 : The Big C : Scott (1 épisode)
- 2012-2013 : Revenge : Marco Romero (4 épisodes)
- 2013 : Shameless : Jesus (1 épisode)
- 2013 : Bad Management : Ramon
- 2015-2016 : Unforgettable : inspecteur Denny Padilla
- 2018 :  Bull : Rodrigo (6 épisodes)
- 2024 : Chicago P.D. : Officier Danny Alvarado (saison 11, épisode 3)